# Finansista
Finansista – człowiek obeznany z zagadnieniami finansowymi, w nauce finansów (nauce o finansach), rzeczoznawca w sprawach finansowych. Potocznie również określenie dla kapitalisty, bankiera, posiadacza kapitału finansowego.
Obecnie w terminologii ekonomicznej jest to określenie dla szeregu stanowisk związanych z finansami, między innymi:
- młodszy finansista
- analityk finansowy
- analityk biznesowy
- księgowy.

## Uprawnienia zawodowe
Zawód finansisty można wykonywać zarówno na podstawie zdobytego doświadczenia, jak i na podstawie odpowiednich kwalifikacji. Praca w danym zawodzie związanym z finansami jest często możliwa po uzyskaniu licencji. Z kolei certyfikat można uzyskać po zdaniu egzaminów (czasem jeszcze jest wymóg kilku lat praktyki).
- Obecnie w Polsce obowiązują między innymi następujące uprawnienia:
  - doradca podatkowy
  - biegły rewident
  - doradca inwestycyjny
  - agent firmy inwestycyjnej
  - makler giełdowy
  - makler papierów wartościowych
  - broker ubezpieczeniowy
  - doradca ubezpieczeniowy
  - agent ubezpieczeniowy
  - rzeczoznawca majątkowy
  - rzeczoznawca zamówień publicznych
  - audytor wewnętrzny

- Obecnie w Polsce obowiązują między innymi następujące licencje i certyfikaty związane z wykonywaniem zawodów finansistów:
  - certyfikat księgowy
  - licencja usługowego prowadzenia ksiąg rachunkowych

- Na świecie powszechnie stosowane są systemy certyfikujące pracę finansistów, między innymi:
  - Certyfikat Doradcy Inwestycyjnego CFA (Chartered Financial Analyst)
  - Certyfikowany Zarządca Ryzykiem CRA (Chartered Risk Analyst)
  - Standard Zarządzania Ryzykiem PRM (Professional Risk Manager)
  - Certyfikowany Planista Finansowy CFP(inne języki) (Certified Financial Planner)
  - Certyfikowany Analityk Inwestycji Międzynarodowych CIIA(inne języki) (Certified International Investment Analyst)
  - Certyfikowany Analityk Inwestycji Alternatywnych CAIA(inne języki) (Chartered Alternative Investment Analyst)
  - CTP(inne języki) (Certified Treasury Professional)